# Angkatan Perpaduan Ummah
Angkatan Perpaduan Ummah (malayo para: Movimiento de Unidad Musulmana) abreviado APU, fue una coalición electoral malaya que existió de 1990 a 1996. Estaba compuesta por varios partidos de ideología islamista moderada y tuvo una éxito particular en el estado de Kelantan, donde ganó aplastantemente las elecciones estatales y arrebató al oficialista Barisan Nasional todos los escaños de la legislatura estatal. En 1996, luego de sufrir una fuerte debacle en las elecciones federales de 1995, el APU se disolvió.

## Partidos miembros
- Parti Melayu Semangat 46 (S46)
- Partido Islámico de Malasia (PAS)
- Frente Islámico Panmalayo (BERJASA)
- Partido del Pueblo Musulmán de Malasia (HAMIM)
- Congreso Musulmán Indio de Malasia (KAMMIN)[2]

## Resultados electorales
|  | 21.78 % |

|  | 17.57 % |